# Gowanus (Brooklyn)
Gowanus ist ein Stadtviertel im Nordwesten des Stadtbezirks Brooklyn, New York City. Das Viertel wird vom Gowanus Canal durchzogen, einem 1,8 Meilen langen künstlichen Wasserweg, der das Stadtbild prägt und dem Viertel seinen Namen gibt.

Fünf-Segment-Panorama des Gowanus-Kanals, von der Union Street Bridge aus gesehen, Gowanus

## Lage
Gowanus grenzt an die Stadtteile Park Slope, Carroll Gardens und Boerum Hill und liegt im Bereich des historischen South Brooklyn.

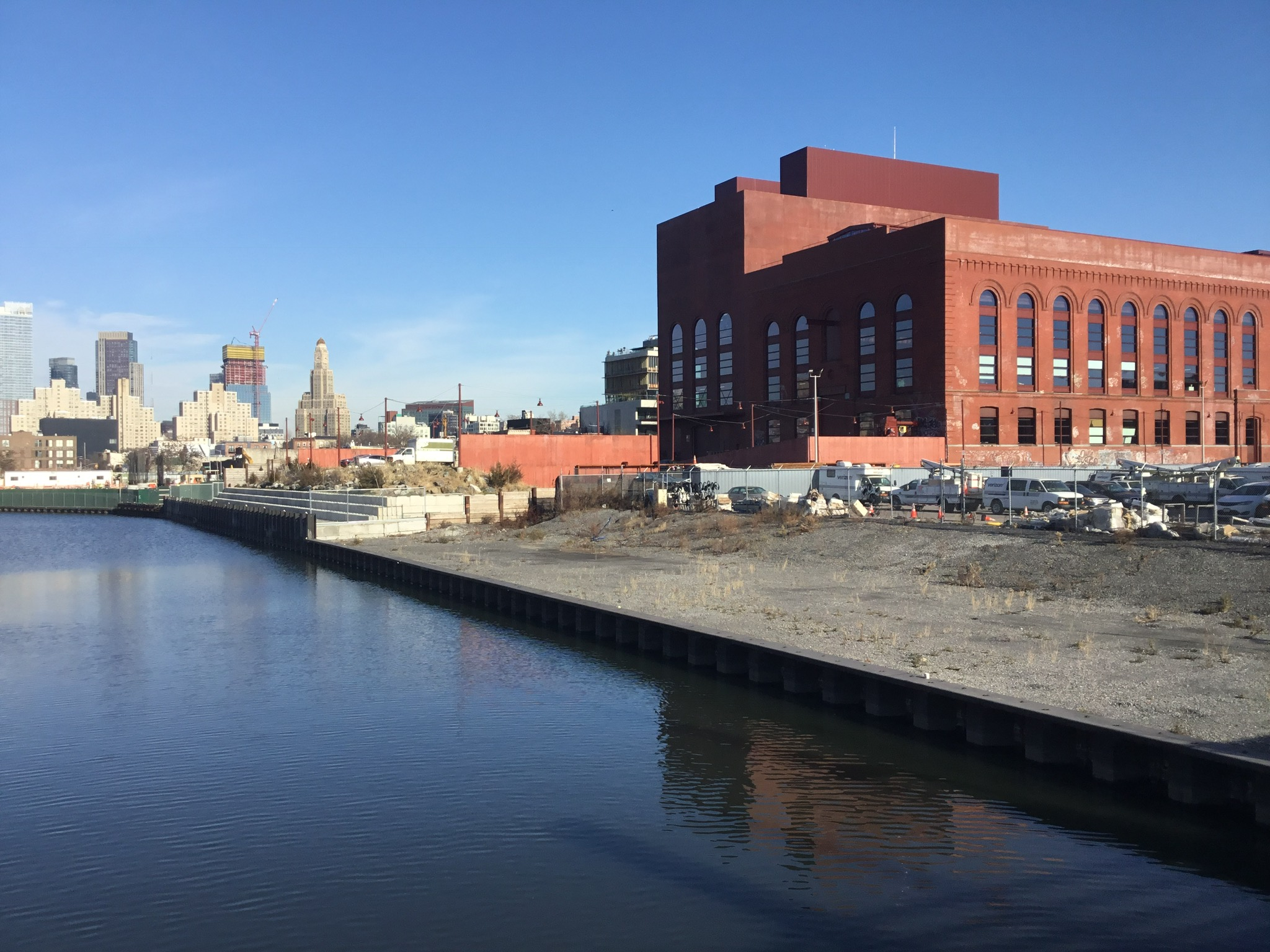
Am Gowanuskanal

## Demografie
Die aktuelle Bevölkerung von Gowanus 2020 bis 2024 Die aktuelle Bevölkerung von Gowanus wird auf etwa 23.600 Menschen geschätzt. Das Durchschnittsalter liegt bei rund 37 Jahren. Die ethnische Zusammensetzung ist vielfältig: etwa 42 % der Bewohner sind weiß, 26 % hispanisch, 17 % afroamerikanisch und 9 % asiatisch. Rund 79 % der Einwohner sind in den USA geboren, 13,5 % sind eingebürgerte Migranten und etwa 8 % Nicht-Staatsbürger. Das mittlere Haushaltseinkommen beträgt etwa 158.000 US-Dollar, das durchschnittliche Einkommen liegt bei über 238.000 US-Dollar. Die Haushalte bestehen im Schnitt aus zwei Personen, wobei etwa 53 % Familienhaushalte sind. Diese Zahlen basieren auf lokalen Erhebungen und Schätzungen aus den Jahren 2020 bis 2024.

## Geschichte
Die Geschichte von Gowanus reicht bis ins 17. Jahrhundert zurück. Der Name stammt vom indigenen Canarsee-Anführer Gauwane. 
Ursprünglich war das Gebiet von Sümpfen und Salzwiesen geprägt, die von niederländischen Siedlern für die Landwirtschaft und den Bau von Mühlen genutzt wurden. Während des Amerikanischen Unabhängigkeitskriegs war Gowanus Schauplatz von Kämpfen bei der Schlacht von Long Island. 

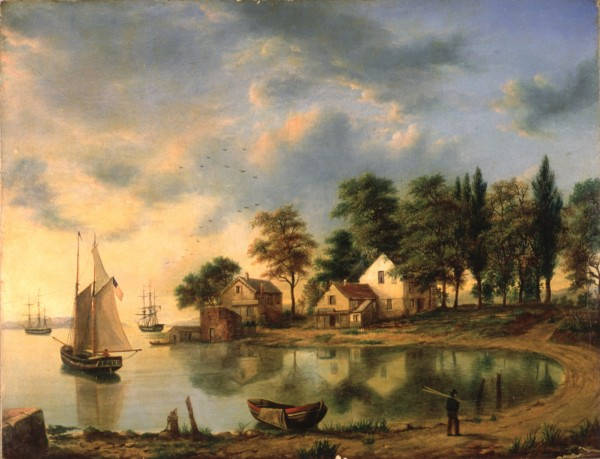
Gowanus (1851)

Im 19. Jahrhundert wurde der Gowanus Creek zum Gowanus Canal ausgebaut, was die Industrialisierung vorantrieb. Entlang des Kanals entstanden zahlreiche Fabriken, Lagerhäuser und Werften. Nach dem Zweiten Weltkrieg begann der Niedergang der Industrie, viele Betriebe schlossen, und der Kanal wurde stark verschmutzt. 2010 wurde der Gowanus Canal als Superfund-Sanierungsgebiet ausgewiesen, seither läuft eine umfassende Reinigung und Umgestaltung.
Im 21. Jahrhundert ist Gowanus für seine kreative Szene bekannt: Ehemalige Fabrikgebäude wurden in Künstlerateliers, Musikstudios, Restaurants und Veranstaltungsorte umgewandelt. Der Wandel des Viertels ist weiterhin sichtbar, besonders durch neue Wohnprojekte und die laufende Umgestaltung des Kanals.

## Berühmte Persönlichkeiten
Zu den berühmten Persönlichkeiten aus Gowanus zählen die Schauspielerin Jennifer Connelly und Comedian Chris Rock, die beide hier aufwuchsen. Auch der Musiker Guru (Gang Starr) und der Autor Pete Hamill haben Wurzeln in diesem Viertel.